# Arvert
Arvert là một xã trong tỉnh Charente-Maritime Charente-Maritime trong vùng Nouvelle-Aquitaine, tây nam nước Pháp. Xã Arvert nằm ở khu vực có độ cao trung bình 23 mét trên mực nước biển.